# Arturo Sosa Abascal
Arturo Sosa Abascal (Caracas, Venezuela, 12 de novembro de 1948) é um jesuíta, Superior-geral da Companhia de Jesus desde outubro de 2016. 
Em 14 de outubro de 2016, foi eleito para ocupar o cargo de superior da Companhia de Jesus, pela  36ª Congregação Geral.
Trata-se da primeira pessoa não nascida na Europa a ser eleita para o cargo de superior da Companhia de Jesus. Além do espanhol, também fala italiano e inglês, e entende o idioma francês..

## Origens
Foi o primogênito de uma família com seis filhos. Seu pai, em 1958, integrou a Junta de Governo que se instalou depois da queda de da ditadura do General Marcos Pérez Jiménez e, entre 1982 e 1984, foi Ministro da Fazenda, quando o presidente era o social-cristão Luis Herrera Campins.

## Biografia
Em 1972, obteve licenciatura em filosofia pela Universidade Católica Andrés Bello.
Entre 1979 e 1996, foi diretor da Revista SIC.
Entre 1979 e 1985, foi coordenador do apostolado social.
Entre 1985 e 1994, foi diretor do Centro Gumilla (um centro de investigação e ação social). Nessa época, foi um defensor da tentativa de golpe de Estado de 1992, liderada por Hugo Chávez, esteve vinculado a diversos grupos de extrema-esquerda, fazia trabalho de base em comunidades carentes, escrevia panfletos e se opôs intensamente às reformas econômicas do governo de Carlos Andrés Pérez. Posteriormente, seria um crítico do chavismo.
Entre 1990 e 1996, foi integrante do Conselho Fundacional da Universidade Católica Andrés Bello.
Entre 1993 e 1995, foi coordenador de Investigações da Fundação Rômulo Betancourt.
Em 1994, obteve o doutorado em Ciências Políticas, pela Universidade Central da Venezuela.
Entre 1996 e 2004 foi Superior Provincial na Venezuela.
Desde 1998, passou a integrar o Conselho do Supurior Geral da Companhia de Jesus.
Em 2004, foi professor visitante no Centro para Estudos da América Latina da Universidade de Georgetown (Washington, Estados Unidos).
Entre 2004 e 2014, foi Reitor da Universidade Católica de Táchira.
Em 2014, passou a exercer um cargo na Curia da Companhia de Jesus em Roma, como representante para a Santa Sé e para as casas e obras interprovinciais em Roma, como a Pontifícia Universidade Gregoriana, o Pontifício Instituto Bíblico, o Pontifício Instituto Oriental e o Observatório do Vaticano.

## Obras publicadas
- Entre 1975 e 1983, foi articulista do El Nacional.
- "La filosofía política del gomecismo: estudio del pensamiento de Laureano Vallenilla Lanz." (1974);
- "Democracia y dictadura en la Venezuela del siglo XX" (1979);
- "Colonia y Emancipación en Venezuela" (1979);
- "Ensayos sobre el pensamiento político positivista venezolano" (1985);
- "Estudio introductorio y compilación La segunda independencia de Venezuela: compilación de la columna Economía y Finanzas del Diario Ahora 1937-1939" (1992);
- "El programa nacionalista: izquierda y modernización 1937-1939"  (1994);
- "Rómulo Betancourt y el Partido Mínimo: 1935-1937" (1995);
- "Rómulo Betancourt y el partido del pueblo 1937-1941" (1995)[4].